# Municipio de Richland (condado de Saginaw)
El municipio de Richland (en inglés: Richland Township) es un municipio ubicado en el condado de Saginaw en el estado estadounidense de Míchigan. En el año 2010 tenía una población de 4144 habitantes y una densidad poblacional de 43,16 personas por km².

## Geografía
El municipio de Richland se encuentra ubicado en las coordenadas 43°26′22″N 84°14′23″O / 43.43944, -84.23972. Según la Oficina del Censo de los Estados Unidos, el municipio tiene una superficie total de 96.01 km², de la cual 95.08 km² corresponden a tierra firme y (0.97%) 0.93 km² es agua.

## Demografía
Según el censo de 2010, había 4144 personas residiendo en el municipio de Richland. La densidad de población era de 43,16 hab./km². De los 4144 habitantes, el municipio de Richland estaba compuesto por el 97.59% blancos, el 0.27% eran afroamericanos, el 0.34% eran amerindios, el 0.22% eran asiáticos, el 0.02% eran isleños del Pacífico, el 0.53% eran de otras razas y el 1.04% pertenecían a dos o más razas. Del total de la población el 2.85% eran hispanos o latinos de cualquier raza.